# Magulilwa
Magulilwa (auch Maguliwa) ist ein Verwaltungsbezirk (englisch Ward) des Distrikts Iringa in der tansanischen Region Iringa.

## Geografie
Magulilwa liegt im südlichen Hochland von Tansania etwa 20 Kilometer Luftlinie südlich der Regionshauptstadt Iringa. Das größte Gewässer ist der Fluss Ruaha. Der Bezirk grenzt im Norden an Luhota, im Osten an Ihimbo, im Süden an Ukumbi und im Westen an Lyamgungwe. Bei der Volkszählung 2022 lebten 15.205 Menschen in 3767 Haushalten auf einer Fläche von 149 Quadratkilometern.

## Gliederung
Der Bezirk besteht aus sechs Gemeinden (swahili Mtaa) mit 41 Orten (Kitongoji):
| Magulilwa - Godown A - Godown B - Godown C - Mifugo - Ilala - Mbavi - Kihesakilolo - Sekuse - Majengo | Ng’enza - Masela - Mlevela - Kinyaminyi - Lutengelo - Muungano | Msuluti - Msukwa - Mwaya - Igunga - Mlowa - Milanzi - Kihesakilolo | Mlanda - Ilembula - Mlanda A - Mlanda B - Msombe - Nyalawe - Ukang’a | Negabihi - Igeleke - Letengano - Isoliwaya - Kilimahewa - Muungano | Ndiwili - Madukani - Kitanzini - Mivinjeni - Mtakuja - Matema - Migoli A - Migoli B - Msuluti A - Msuluti B - Malawi |

## Wirtschaft und Infrastruktur
- Landwirtschaft: Die Landwirtschaft ist der wichtigste Wirtschaftszweig. Hauptsächlich Kleinbauern bauen überwiegend Mais an. Die Non-Profit-Organisation One Acre Fund unterstützt diese Bauern mit Ausbildung, Saatgut und Dünger, um ihre Erträge zu verbessern.[8]
- Bildung: Im Bezirk liegen zwei weiterführende Schulen. Die Magulilwa Secondary School ist eine private Internatsschule,[9] die Muhwana Secondary School eine staatliche Tagesschule.[10] Beide bilden Jugendliche bis zur 4. Stufe aus.
- Gesundheit:  In der Gemeinde Magulilwa gibt es eine staatliche Apotheke.[11]